# 川徳
株式会社川徳 (かわとく、英称：Kawatoku Co.,Ltd.) は、岩手県盛岡市に本社を置く百貨店である。日本百貨店協会加盟。
1866年 (慶応2年) 創業、創業150年を誇る老舗。盛岡市の中心市街地である大通・菜園地区に位置する本店の「パルクアベニューカワトク」は盛岡市街地唯一の日本百貨店協会加盟店である。また、2023年に北上市のさくら野百貨店北上店が他社へ事業譲渡されて同店が日本百貨店協会非加盟となったため、同年以降は岩手県内唯一の日本百貨店協会加盟店となっている。

## 概要

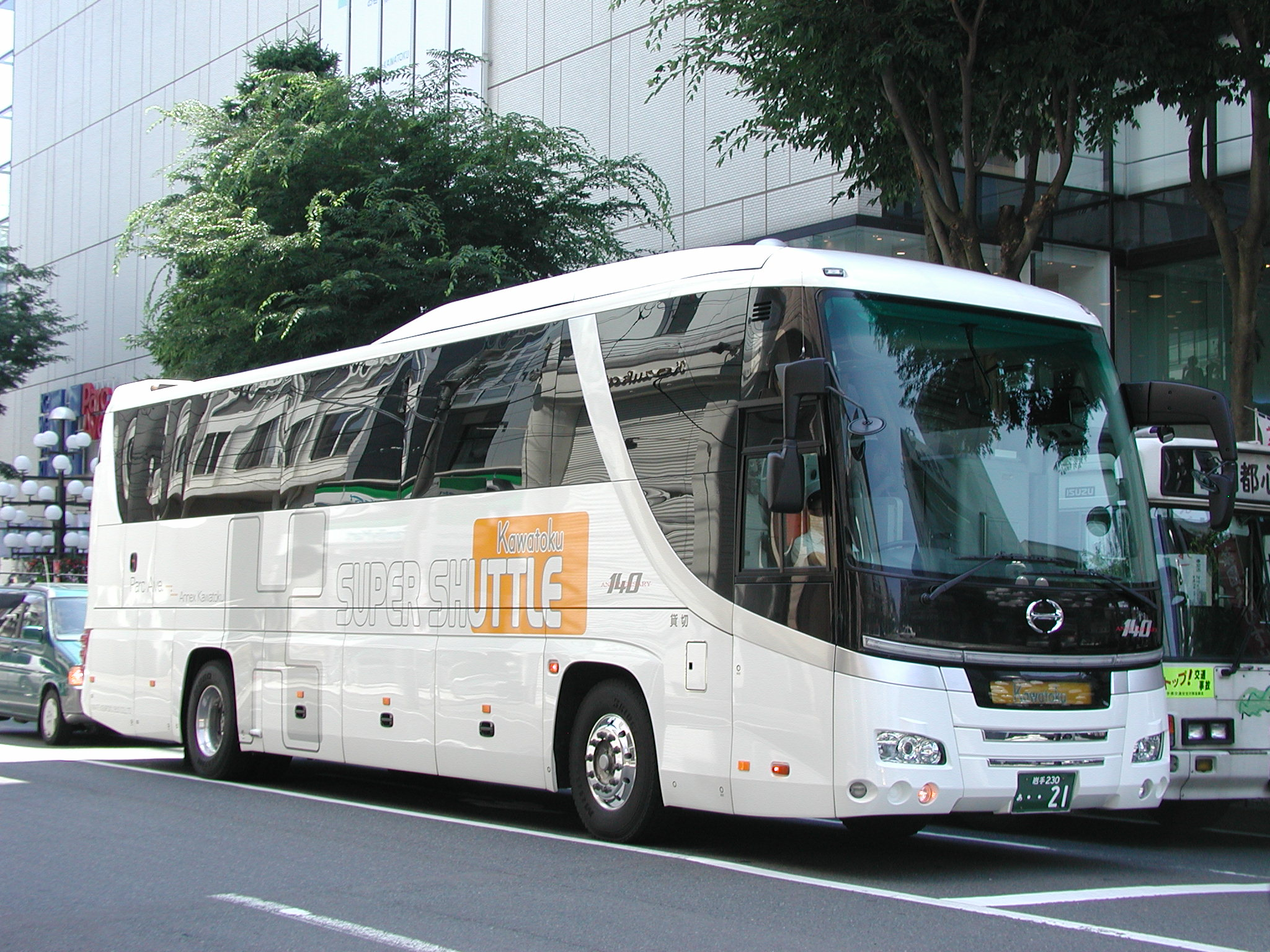
「カワトクスーパーシャトル」2代目専用車両
パルクアベニューカワトク付近にて

本店「パルクアベニューカワトク」は売場面積25,673平方メートル、2005年時点での売上高は236億7300万円で全国85位。
毎年11月に開催するセール「えびす講」は三陸地方など県内各地から客が殺到することで知られる。盛岡市内の道路整備が遅れていた時代には、来店客を乗せたバスや自家用車による「えびす講渋滞」が盛岡の晩秋の風物詩だった。
本店に隣接して別館「Cube-II」、盛岡市緑が丘には食品スーパーを核店舗とする複合店舗「アネックスカワトク」を運営。百貨店事業の他、クレジットカード事業、旅行会社「カワトクトラベル」、チケット販売、レストラン等を経営する「グルトンカワトク」、セレクトショップ「葡萄屋」、県産品・クラフトセンター「かわとく壱番館」など多様な事業を展開している。
商品仕入れは伊勢丹系列の全日本デパートメントストアーズ開発機構に加盟している。2005年にはイーバンク銀行 (現・楽天銀行) と提携、最近ではハウスカードである「パルクカード」からセゾンカードと提携し( 提携先のクレディセゾンの前身は、かつて盛岡にも店舗があった緑屋である) 「カワトクカード」に一新するなど、新しい試みも行われている。

かつてはアネックスカワトクと本店を結ぶカワトク会員専用の無料送迎バス「カワトクスーパーシャトル」がハイデッカータイプの専用塗装車で運行されていたが、2020年6月30日をもって廃止された。車種は日野・セレガハイブリッドで (日によって一般車で運行の場合あり)、岩手県北自動車盛岡営業所に運行を委託していた。
お中元やお歳暮の「KAWATOKU」の包装紙は盛岡市内はもとより岩手県内でも強固なブランドでありイメージは高いものの、近年は地盤である北東北地方の景気回復の遅れ、またお膝元である盛岡市郊外へのイオンモール盛岡 (2003年8月) やイオンモール盛岡南( 2006年9月) の出店もあり業績は伸び悩んでいる。県内各地にあったサテライトショップ「プラザカワトク」 (宮古市、水沢市、大船渡市、久慈市、一関市) も徐々に閉鎖し2005年に全廃した。百貨店業態は本店のみで多店舗展開はしなかったため大きな打撃こそ受けてはいないが、旗艦店である本店の売上高回復が喫緊の課題となっている。
東日本大震災後、沿岸部へ外商窓口を兼ねた小型店舗で出店を再開。2012年に宮古市、2017年に大船渡市、前後して2015年には初の県外店舗として青森県八戸市にも進出している。
しかし、新型コロナウィルス禍において売上が減少し、メインバンクの岩手銀行を中心とした地元銀行と再建に向けた協議を進めていたが、2022年12月29日、川徳に対する債権を保有する地元銀行団 (岩手銀行、北日本銀行、東北銀行) が、既存の川徳の現法人とは別の新しい法人 (受け皿法人) を2023年春頃新設した上で、東京の中小企業支援ファンドであるルネッサンスキャピタルに川徳の債権を売却する方針であり、事実上再生ファンド主導の元で再建される。これにより川徳の現法人は株式会社KWへ商号変更の上で清算され、新法人の下で川徳の名称や店舗内で営業しているテナントや店舗、会員制の積み立てサービス「川徳友の会」、従業員の雇用等は引き続き維持すると表明した。新法人では引き続き現社長が経営の指揮を執り、外部の人材を登用して売り場をリニューアルする。

## 沿革
- 1866年 (慶応2年) - 盛岡の鉈屋町で、木綿商を川村徳松が創業[7]。
- 1875年 (明治8年) - 肴町に進出。「徳田屋徳松」と称す。
- 1885年 (明治18年) - 「徳田屋」を改めて「川村徳助商店」とする。
- 1898年 (明治31年) - 「川村徳助商店」を改めて「川徳呉服店」とする。
- 1919年 (大正8年) - 元旦から川徳呉服店の商号を用いる。
- 1920年 (大正9年) - 第1回えびす講開催。
- 1937年 (昭和12年) - 百貨店法が施行され、百貨店の許可を得る。
- 1938年 (昭和13年) - 川徳呉服店を合名会社川徳とする[7]。
- 1952年 (昭和27年) 2月1日 - 株式会社川徳を創設[2]。
- 1954年 (昭和29年) - 第1回川徳友の会発足。
- 1956年 (昭和31年) - 地下1階地上3階の鉄筋コンクリート店舗完成。
- 1961年 (昭和36年) - 第1次増築として4,5階を増築し、地上33mの展望台が完成。
- 1966年 (昭和41年) - 創業100年を迎える。
- 1970年 (昭和45年) - 本店増築 (新館・地下1階、地上8階) 完成。
- 1980年 (昭和55年)
  - 10月6日 - 明治8年 (1875年) 以来105年続いた、肴町 (中ノ橋通) での営業を終える。肴町の店舗建物は青森市に本店を置く中三に譲渡。
    - 1981年 (昭和56年) 5月21日に中三が開店したが、2011年 (平成23年) 3月14日に爆発事故を起こしそのまま閉店した。跡地には2012年 (平成24年) 10月29日にNanakが居抜き出店したが、2019年 (令和元年) 6月2日をもって閉店。

  - 10月18日 - 菜園の元青果市場跡地に移転し「パルクアベニュー・カワトク」としてオープン。CI実施 (旧来の「○に徳」から、現在の正方形で「K」をデザインしたロゴマークに変更)。
- 1989年 (平成元年) - 郊外地の需要をにらみ、緑が丘に複合店舗「アネックスカワトク」を開設。ハウスカード「パルクカード」導入。
- 1991年 (平成3年) - 無料送迎バス「カワトクスーパーシャトル」運行開始。
- 1995年 (平成7年) - 本店隣接地に駐車場とリビングを中心とした複合店舗「Cube-II」 (キューブツー) 開店。
  - 9月 - 株式会社川徳ストア、株式会社アネックスカワトクを合併。
- 2000年 (平成12年) - 菜園移転20年を迎える。
- 2006年 (平成18年) - 創業140年。クレディセゾンと提携、ハウスカードを「カワトクカード」にリニューアル。
- 2010年 (平成22年) - 菜園移転30年を迎える。
- 2012年 (平成24年)
  - 3月8日 - 岩手県内初となるロフト (盛岡ロフト) が、6階にオープン。
  - 4月26日 - 宮古市にて「カワトク宮古」開店。
- 2015年 (平成27年) 4月10日 - 八戸市にて「カワトク八戸」開店。
- 2016年 (平成28年) - 創業150年を迎える。
- 2017年 (平成29年)
  - ポイントカードをリニューアル。クレディセゾンと提携したプリペイド式ポイントカードを「カワトクパルクカード」として発行開始。
  - 4月28日 - 盛岡駅 駅ビルフェザンに「カワトク キューブミニ」出店。
- 2018年 (平成30年) 5月31日 - カワトク キューブミニを閉店
- 2020年 (令和2年)
  - 6月30日 - カワトクスーパーシャトル運行終了。
  - 8月10日 - カワトク八戸閉店[13]。
- 2021年 (令和3年) 1月17日 - かわとく壱番館内丸店閉店[14]。
- 2022年 (令和4年) 12月27日 - 経営不振により、川徳の事業を譲受する新会社として。再生ファンドが株式会社川徳 (新社) を設立。新社の登記上の本店は盛岡市大沢川原の川徳別館に置く[15]。
- 2023年 (令和5年) 4月1日 - 株式会社川徳 (以下新社) に株式会社川徳 (旧社、同日付で株式会社KWへ商号変更) から経営権を移譲される。新社の登記上の本店を盛岡市菜園へ移転。同時にグループ企業3社を再編[11][15][16]。
- 2024年 (令和6年)
  - 2月26日 - カワトク宮古閉店[17]。
  - 10月4日 - 約1年4ヵ月かけて行われた大規模リニューアルが完了し、グランドオープン[18][19]。
- 2025年 (令和7年) 1月31日 - アネックスカワトク店の閉店を発表[20]

## 店舗

### パルクアベニュー・カワトク
パルクアベニュー・カワトクは、株式会社川徳が運営する百貨店で、本店にあたる。
前述の通り、元々肴町 (中ノ橋通) にあった川徳を移転させる形で開業した。
主なテナント

#### 別館「Cube-II」
パルクアベニュー・カワトクに隣接している商業施設。かつてはかわとく壱番館 (かわとくいちばんかん) という県産品販売を行う店舗が出店していたが閉店し、現在はカフェなどが営業。

### アネックスカワトク
アネックスカワトクは、株式会社川徳が運営していたショッピングセンター。1989年に百貨店と、当時展開していたスーパーマーケット「川徳ストア」の運営ノウハウを生かし、盛岡市郊外に開店。百貨店と総合スーパー (GMS) の中間的な店舗。テナント棟・オフィスビルの「アスティ緑が丘」を併設していた( 運営主体は別)。
ユニクロが岩手県初出店テナントとして出店していた時期がある。同店がイオン盛岡南に移転後はやや精彩を欠いているが、川徳本店とたびたび連携セールを展開するなどの施策を打ち出すほか、当初より友の会会員向けに本店とのシャトルバスを運行するなど、近隣住民にとっては「ミニ川徳」として定着していたが、2025年8月18日を以て閉店
テナント
家電量販店のヤマダデンキ( 元々はベスト電器の岩手1号店) や、東北地方唯一でアネックスカワトクの開店当初より同じ場所で営業しているシェーキーズなどがあった。

### その他営業中の店舗
- 葡萄屋 - セレクトショップ、テナントビル。川徳の近隣地で「ミュージアム」、「フロムハート」を営業。
- パルクアウトレット - 近隣地で営業。ミセス向けのアパレル・雑貨品のアウトレット店

### 過去に存在した店舗
- 川徳ストア - パルクアベニュー・カワトクの地下1階や、大通、松園、厨川、開店当初の等に店舗展開したスーパーマーケット。1995年に川徳に吸収合併。
- カワトクヤングタウン - 中の橋通の商業ビル光フェアビル ジュネス内(3階・4階)に1969年～1972年頃まで出店。服飾、雑貨など販売。
- カワトク キューブ ミニ - 盛岡駅駅ビルフェザン内に出店。食品、雑貨、服飾などを揃えるセレクトショップ形態として2017年4月にオープンしたが、売上不振から2018年5月での閉店を発表。わずか1年での撤退となった。
- カワトク八戸
- かわとく壱番館 - 県産品販売。Cube-IIに展開していた。
- カワトク宮古、カワトク大船渡 - 小規模売店。外商窓口を兼ねていた。

## 主な関連会社
- 川徳友の会 - 1973年 (昭和45年) 3月設立、持株比率60.0%、本社盛岡市、友の会事業[2]。
- 川徳食堂 - 1940年 (昭和15年)10月設立、持株比率39.1%、本社盛岡市、食堂業[2]。
- かわとく壱番館 - 1971年 (昭和46年) 9月設立、持株比率75.0%、本社盛岡市、民芸・工芸品販売[2]。
- 葡萄屋 - 1984年 (昭和59年) 8月設立、持株比率100.0%、本社盛岡市、衣料品販売[2]。